# Siphamia cuneiceps
Siphamia cuneiceps és una espècie de peix pertanyent a la família dels apogònids.

## Hàbitat
És un peix marí, bentopelàgic i de clima temperat, el qual viu al litoral sobre fons tous.

## Distribució geogràfica
Es troba a Austràlia: des de Shark Bay fins a Woodman Point (Austràlia Occidental). També és present a prop de l'illa Fraser (Queensland).

## Observacions
És inofensiu per als humans.